# Los Cortijos (paroisse civile)
Pour les articles homonymes, voir Los Cortijos.
Los Cortijos est l'une des sept paroisses civiles de la municipalité de San Francisco dans l'État de Zulia au Venezuela. Sa capitale est Los Cortijos.